# Avenida de las Chans
La Avenida de las Chans  (Avenida das Chans en gallego) es una vía de circunvalación situada en la zona oriental de la ciudad española de Pontevedra, que facilita la accesibilidad al Hospital Gran Montecelo y al Centro Príncipe Felipe. Incluye espacios para peatones y ciclistas.

## Origen del nombre
El término Chans está estrechamente vinculado a la tierra y a los suelos fértiles, lo que evoca una clara relación con la agricultura y la naturaleza. Su significado remite principalmente a la idea de suelos o tierras de cultivo.

## Historia
El proyecto de la Avenida de las Chans, denominada inicialmente Ronda Leste, se remonta a 2004 con las primeras demandas vecinales y municipales, aunque su ejecución se prolongó durante más de una década debido a diversos retrasos y modificaciones técnicas. El proyecto fue impulsado por la Diputación de Pontevedra con el objetivo de dar servicio al área hospitalaria del Hospital Gran Montecelo y descongestionar los accesos existentes.
En noviembre de 2017, la Junta de Gobierno de la Diputación aprobó la licitación de las obras, fijando un plazo inicial de ejecución de nueve meses. El 10 de octubre de 2019, trece años después de los primeros trámites, la infraestructura fue inaugurada oficialmente con la apertura al tráfico de los primeros vehículos. La obra, impulsada conjuntamente por el Ayuntamiento de Pontevedra y la Diputación de Pontevedra supuso una inversión de 3,3 millones de euros.
En junio de 2021, el Ayuntamiento de Pontevedra ejecutó una intervención de mejora en la seguridad vial del tramo respondiendo a las demandas vecinales. Se instalaron tres reductores de velocidad y un paso de peatones sobreelevado.
En febrero de 2025, el ayuntamiento pontevedrés decidió renombrar la Ronda Leste como Avenida de las Chans, adoptando un topónimo característico de la zona.
El 27 de junio de 2025 la Junta de Galicia presentó el proyecto de viviendas protegidas de San Mauro, que prevé la construcción de más de 2.000 pisos en el este de Pontevedra y cuya finalización está prevista para 2028. El proyecto incluye también la construcción de nuevos viales que conectarán el nuevo barrio con la Avenida de las Chans, con la Avenida Virxinia Pereira Renda al norte y con la Calle Pedra do Lagarto, mejorando la accesibilidad de la zona y la integración del nuevo barrio con la ciudad.

## Descripción
La Avenida de las Chans tiene una longitud de 970 metros y enlaza la rotonda próxima a la calle Pereiras, en la carretera PO-542, con el nuevo acceso al Hospital Gran Montecelo y al Centro Príncipe Felipe, en la carretera PO-532.
La avenida cuenta con dos carriles de circulación para vehículos y una senda peatonal y ciclista de 4 metros de ancho, diseñada para fomentar la movilidad sostenible. La vía absorbe un tráfico de entre 4.000 y 5.000 vehículos diarios, lo que contribuye a descongestionar calles estrechas próximas como la Calle Pereiras y la Calle Olivas, que eran empleadas tradicionalmente como accesos improvisados al hospital.
La infraestructura se concibió bajo criterios de integración urbana y respeto al entorno, con el fin de impulsar espacios públicos en esta zona periférica de la ciudad.
El trazado de la Avenida de las Chans se inicia en una glorieta situada en la carretera PO-542. Desde allí, la vía avanza en dirección noreste, con una pendiente máxima del 8,5 %, hasta alcanzar la calle Pedra do Lagarto, donde se construyó una nueva rotonda. Posteriormente, la pendiente se suaviza y la avenida de ronda finaliza en una tercera glorieta, diseñada sobre la carretera PO-532, al suroeste del Centro Príncipe Felipe y del Hospital Gran Montecelo.